# Bifosfoglicerat mutasa

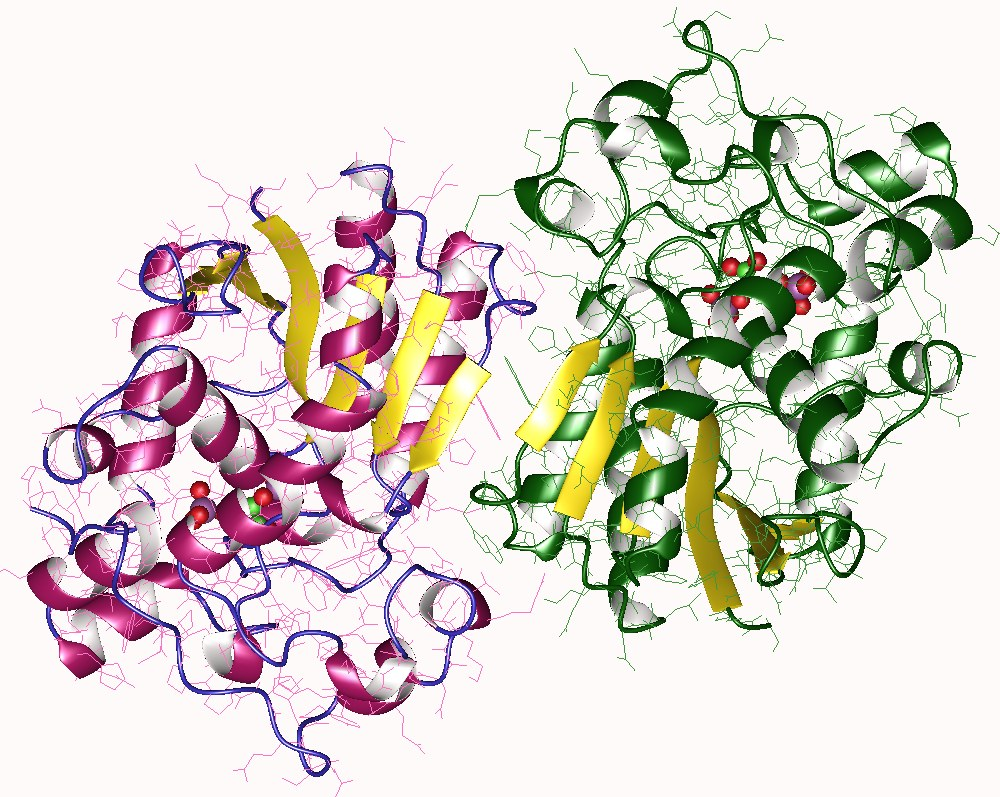
bisphosphoglycerate mutase dimer, Human.

El bifosfoglicerat mutasa (BPGM) és un enzim propi dels eritròcits i en les cèl·lules placentàries. És responsable de catalitzar la síntesi de 2,3-Bifosfoglicerat (2,3-BPG) a 1,3-Bifosfoglicerat (1,3-BPG). L'enzim té funcions de mutasa i fosfatasa, però aquestes són molt menys actives, si el comparem amb el seu cosí gilcolític, el fosfoglicerat mutasa (PGM) que principalment realitza aquestes dues funcions (mutasa i fosfatasa) però que també pot catalitzar la síntesi del 2,3-BPG en menor mesura.

## Localització
Aquest enzim només es troba en els eritròcits i en les cèl·lules placentàries. En la glucòlisi, convertir 1,3-BPG en 2.3-BPG seria ineficient, perquè només s'afegiria un pas més innecessari. Gràcies al fet que el principal paper de 2,3- BPG és canviar l'equilibri de l'hemoglobina cap a un estat de desoxigenació, l'alliberació d'oxigen en l'organisme, la seva producció és molt útil en les cèl·lules que contenen l'hemoglobina (eritròcits) i en les placentàries.

## Estructura

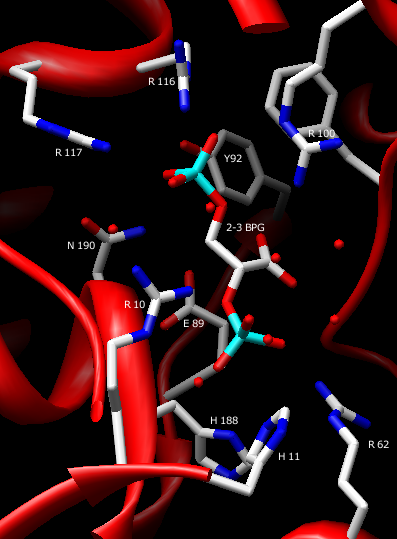
2,3- Bifosfoglicerat és activat gràcies a l'enzim bifosfoglicerat mutasa, que es col·loca en el centre actiu de l'enzim. Es van descobrir i etiquetar els residus que ajudaven a subjectar el substrat: Arg¹⁰, Arg^{62}, Arg^{100}, Arg^{116}, Arg^{117}, His^{11}, His^{188}, Trp^{92}, Asn^{190}, Glu^{89}.

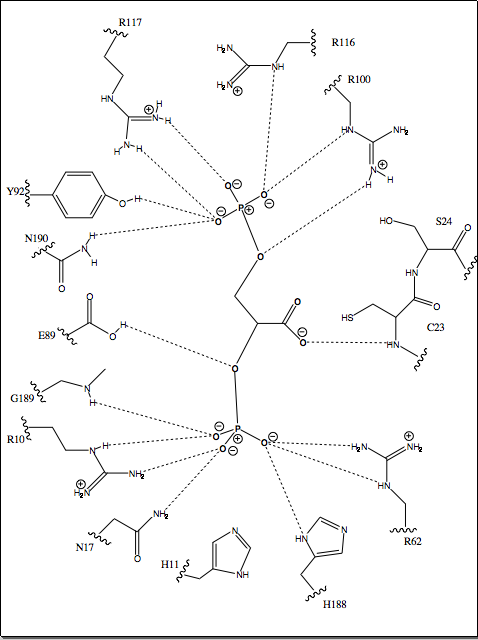
Dos representacions de tots els residus del centre actiu que ajuden a unir el substrat en la posició adequada.

## General
L'enzim és un dímer format per dues subunitats proteiques idèntiques, cada un amb el seu propi centre actiu. Cada subuntitat consisteix en sis β-filaments (β A-F), i 10 α- hèlix (α 1-10). La dimerització es produeix al llarg de la cara de β-C i α-3 dels dos monòmers. L'estructura de BPGM és idèntica, aproximadament amb un 50%, a la de l'enzim fosfoglicerat mutasa.

## Residus importants
- His11: és el nucleòfil de la reacció 1,2-BPG a 1,3- BPG. Gira endarrere i endavant amb l'ajuda de HIS-188 per aconseguir una posició per atacar el grup fosfat 1.[2]
- His-188: involucrada en l'equilibri global de la proteïna,[4] així com en la formació dels ponts d'hidrogen al substrat, com his 11, que la situa en la seva posició catalítica
- Arg90: encara que no està involucrada directament amb la unió, la seva càrrega positiva és essencial per l'estabilitat global de la proteïna. Pot ser substituïda per la lisina amb pocs efectes en la catàlisi.
- Cys23: té pocs efectes en l'estructura global, però grans conseqüències en l'activitat de l'enzim.[5]

## Funció
1,3-BPG es forma com a intermediari en la glucòlisi. L'enzim bifosfoglicerat mutasa l'agafa i el converteix en 2,3-BPG que té una important funció en el transport d'oxigen. 2,3-Bifosfoglicerat es fixa amb gran afinitat a l'hemoglobina, causant un canvi en la seva conformitat que provoca l'alliberació de l'oxigen. D'aquesta manera els teixits locals poden recollir l'oxigen lliure. Això és important en la placenta, on la sang materna i fetal estan molt pròximes.
Amb la placenta produint 2,3-BPG, gran quantitat d'oxigen és alliberat de l'hemoglobina materna que després pot dissociar-se i unir-se a l'hemoglobina fetal, que té molta menys afinitat pel 2,3-BPG2,3-BPG.

## Mecanisme

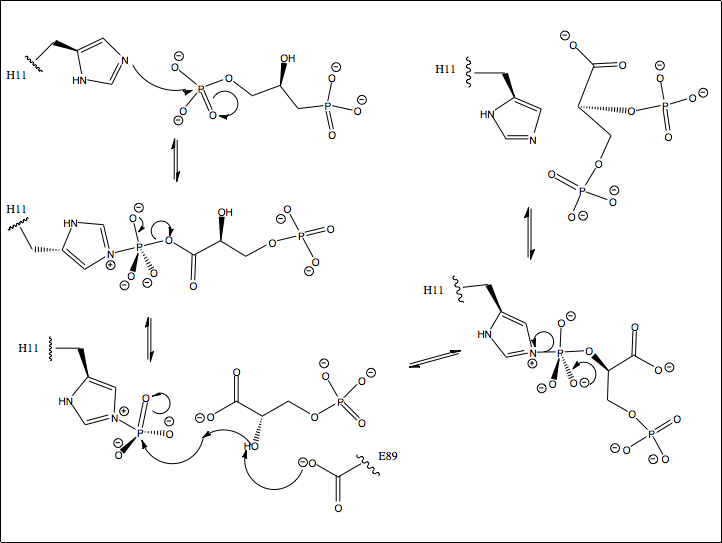
Mecanisme de la conversió d'1,3-BPG a 2,3-BPG.

1,3-BPG es fixa en el centre actiu, la qual cosa provoca un canvi conformacional: els residus del voltant del centre actiu es tanquen sobre el substrat, mantenint-lo al seu lloc de manera segura.
1,3-BPG forma un gran nombre de ponts d'hidrogen envoltant els residus, alguns que tenen càrregues positives que limiten greument la seva mobilitat. El canvi conformacional causa que giri parcialment la His11 gràcies als ponts d'hidrogen de la His188. His11 es posa en línia amb el grup fosfat, i després passa a través d'un mecanisme SN2 on His11 és el nucleòfil que ataca el grup fosfat. El grup hidroxil 2' ataca el fosfat i l'elimina de la His11, creant així el 2,3-BPG.